# Kalani David
Kalani David (San José, Costa Rica, 4 de noviembre de 1997-Playa Hermosa (Puntarenas), Costa Rica, 17 de septiembre de 2022) fue un conocido surfista profesional y actor ocasional estadounidense.

## Biografía
Nació en la ciudad de San José, capital de Costa Rica; tenía un hermano mayor. Se caracterizó por sus dotes en el surf y su habilidad temeraria, que atrajeron a muchos fanáticos que quedaron encantados en el manejo de las olas y de su toque profesional.

## Carrera profesional
Comenzó su carrera profesional a sus apenas trece años, en el ISA World Junior Surfing Championship del 2012 en Panamá. David se llevó a casa la medalla de oro. A lo largo de su prometedora carrera, también se destacó por sus habilidades en el deporte extremo en su disciplina favorita, en el que se preparó mucho para poder ser reconocido en la rama.

## Enfermedad y muerte
En 2016 comienza a padecer de un raro mal llamado Síndrome de Wolff-Parkinson-White, por lo que con ese síndrome, su corazón se exalta demasiado, seguido de convulsiones y pérdida del estado de alerta, por el que fuera ingresado en diversos centros hospitalarios. Falleció el 17 de septiembre del 2022, mientras estaba entrenando en la playa costarricense de Hermosa (Puntarenas) debido a la condición que estaba padeciendo.